# 알라제야강

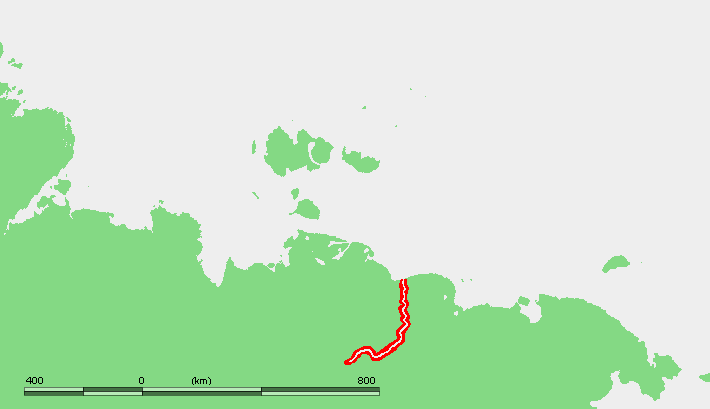
극동 시베리아에 있는 알라제야강의 위치.

알라제야강(러시아어: Алазе́я 알라제야[*])은 사하 공화국의 북동부를 흐르는 강이다. 유역 길이는 1,590 km이고 유역 면적은 64,700 km2이다. 넬칸강과 카딜찬강이 알라제야 강으로 흘러들어오고 동시베리아해로 흘러 들어간다. 2만 4천개의 호수가 알라제야강의 원류를 이룬다. 알라제야 강은 9월 말에서 10월 초에 얼어붙기 시작하다가 5월 말에서 6월 초에 풀린다. 로소하강이 알라제야강의 가장 큰 지류이다.